# Culicoides rhizophorensis
Culicoides rhizophorensis är en tvåvingeart som beskrevs av Khamala 1991. Culicoides rhizophorensis ingår i släktet Culicoides och familjen svidknott.
Artens utbredningsområde är Kenya. Inga underarter finns listade i Catalogue of Life.